# Filip Ivanovski
Pour les articles homonymes, voir Ivanovski.
Filip Ivanovski (en macédonien : Филип Ивановски), né le 1er mai 1985 à Skopje, est un footballeur international macédonien. Il est attaquant.

## Clubs
- 2001-jan. 2003 :  Rabotnicki-Skopje
- jan. 2004-2004 :  Alumina Skopje
- 2004-déc. 2006 :  Makedonija GP Skopje
- jan. 2007-2008 :  Dyskobolia
- 2008-2010 :  Polonia Varsovie
- 2010-2011 :  Ethnikos Achna
- 2011-2012 :  Vardar Skopje
- 2012-2013 :  FK Astana
- depuis jan. 2014 :  Vardar Skopje

## Palmarès
Makedonija GP Skopje
- Vainqueur de la Coupe de Macédoine en 2006.

 Dyskobolia Grodzisk Wielkopolski
- Vainqueur de la Coupe de Pologne en 2007.
- Vainqueur de la Coupe de la ligue polonaise en 2007.

 Vardar Skopje
- Champion de Macédoine en 2012, 2015 et 2016.

 FK Astana
- Vainqueur de la Coupe du Kazakhstan en 2012.